# USS LST-665
O USS LST-665 foi um navio de guerra norte-americano da classe LST que operou durante a Segunda Guerra Mundial.